# Obere Argen
Die Obere Argen ist ein Fluss im südwestlichen Bayern und südöstlichen Baden-Württemberg (Süddeutschland).
Die Obere Argen ist der weniger wasserreiche der beiden Quellflüsse der Argen und mit rund 50 Kilometern auch kürzer als die 70 Kilometer lange Untere Argen, ebenso hat sie etwa 40 % weniger an Einzugsgebiet. Gleichwohl wird amtlich – ausweislich der gemeinsamen Fließgewässerkennzahl GKZ 2152 – die Obere Argen als Hauptstrang-Oberlauf der Argen angesehen.

## Geographie

### Oberläufe
Westlich von Oberstaufen im bayerisch-schwäbischen Landkreis Oberallgäu entsteht im Wald die kurze Steinach, die ab Oberstaufen Seelesgraben genannt wird, in sehr flachem Terrain ziemlich genau nordwärts läuft und dabei von links nacheinander den Moosmühlbach und den Tannholzbach aufnimmt. Bei der Weißenbachmühle der Marktgemeinde läuft er nach rund 4,0 km Fließstrecke auf 770 m ü. NHN mit dem kürzeren (2,3 km), aus dem Südosten kommenden Schwarzenbach zusammen, den fast zuletzt noch der von Nordosten kommende Trabersbach (2,6 km) verstärkt hat.

### Verlauf
Die aus Seelesgraben und Schwarzenbach entstandene Obere Argen fließt zunächst etwa in der Seelesgraben-Richtung weiter und nimmt nach Ebratshofen von rechts die aus dem Südosten kommende Jugetach (11,64 km, 20,90 km² EZG) auf. Dann durchzieht sie nordwestwärts den Eistobel, eine begehbare Schlucht im gleichnamigen Naturschutzgebiet. Danach läuft sie in weiterem Tal west- bis nordwestwärts, erfährt kurz in Gestratz von Süden Zufluss vom Grünenbach (3,9 km) und etwas unterhalb schließlich vom Röthenbach (14,04 km, 24,03 km²).
Wenig später ist sie dann für lange Zeit Landesgrenze zwischen Bayern auf dem linken und Baden-Württemberg auf dem rechten Ufer. Hier fließt ihr von rechts der Gießbach (13,5 km; 35,1 km²) zu. Kurz vor der Stadt Wangen im Allgäu wechselt sie komplett in deren baden-württembergischen Landkreis Ravensburg, in der Stadt wechselt sie ihre Laufrichtung von Nordwest nach Südwest. Im Dorf Schwarzenbach im Stadtteil Neuravensburg fließt ihr von links der Schwarzenbach (10,46 km, 14,61 km²) zu, der zuvor ebenfalls Grenzfluss zwischen den beiden Bundesländern gewesen war. Die Obere Argen kehrt sich unmittelbar daraufhin für die letzten weniger als drei Kilometer um mehr als 90° nach rechts (in Richtung Nordosten) und fließt dann im beginnenden Naturschutzgebiet Argen auf 489,1 m ü. NHN mit der hier von Norden kommenden Unteren Argen, die in weiter ausholendem Bogen nach Norden eine etwa 40 % längere Fließstrecke durchmessen hat, zur Argen zusammen, die nach weiteren etwa 13,2 km Laufs etwa nach Südwesten zwischen Kressbronn und Langenargen in den Bodensee mündet.

## Brücken

### Argentobelbrücke
Die Argentobelbrücke ist eine 230 Meter lange, zwölffeldrige Brücke der bayerischen Staatsstraße 1318 56 Meter über der Obere Argen und überspannt das Ende des engen Eistobel-Abschnitts des Flusses. Sie verbindet die jeweils ungefähr zwei Kilometer links- und rechtsseits liegenden namengebenden Hauptorte der Gemeinden Grünenbach und Maierhöfen im Landkreis Lindau (Bodensee).

### Eisenbahnbrücke in Wangen
In Wangen quert die Eisenbahnbrücke der Bahnstrecke Kißlegg–Hergatz den Fluss.

### Argenbrücke Föhlschmitten
Im Wangener Ortsteil Neuravensburg führt beim Pfarrdorf Schwarzenbach, wenige Meter vor der Straßenbrücke der K 8002, eine 1790 von Abt Beda Angehrn erbaute gedeckte Holzbrücke über die Obere Argen.

### Talbrücke Obere Argen
Weniger als zwei Kilometer vor dem Zusammenfluss mit der Unteren Argen überquert die Autobahn 96 über die 730 m lange Talbrücke Obere Argen den Fluss. Die Autobahnüberführung besteht unter anderem aus einer Schrägseilbrücke in Kombination mit einer Unterspannung – eine Konstruktionsart, die so erstmals in Deutschland zur Anwendung kam.

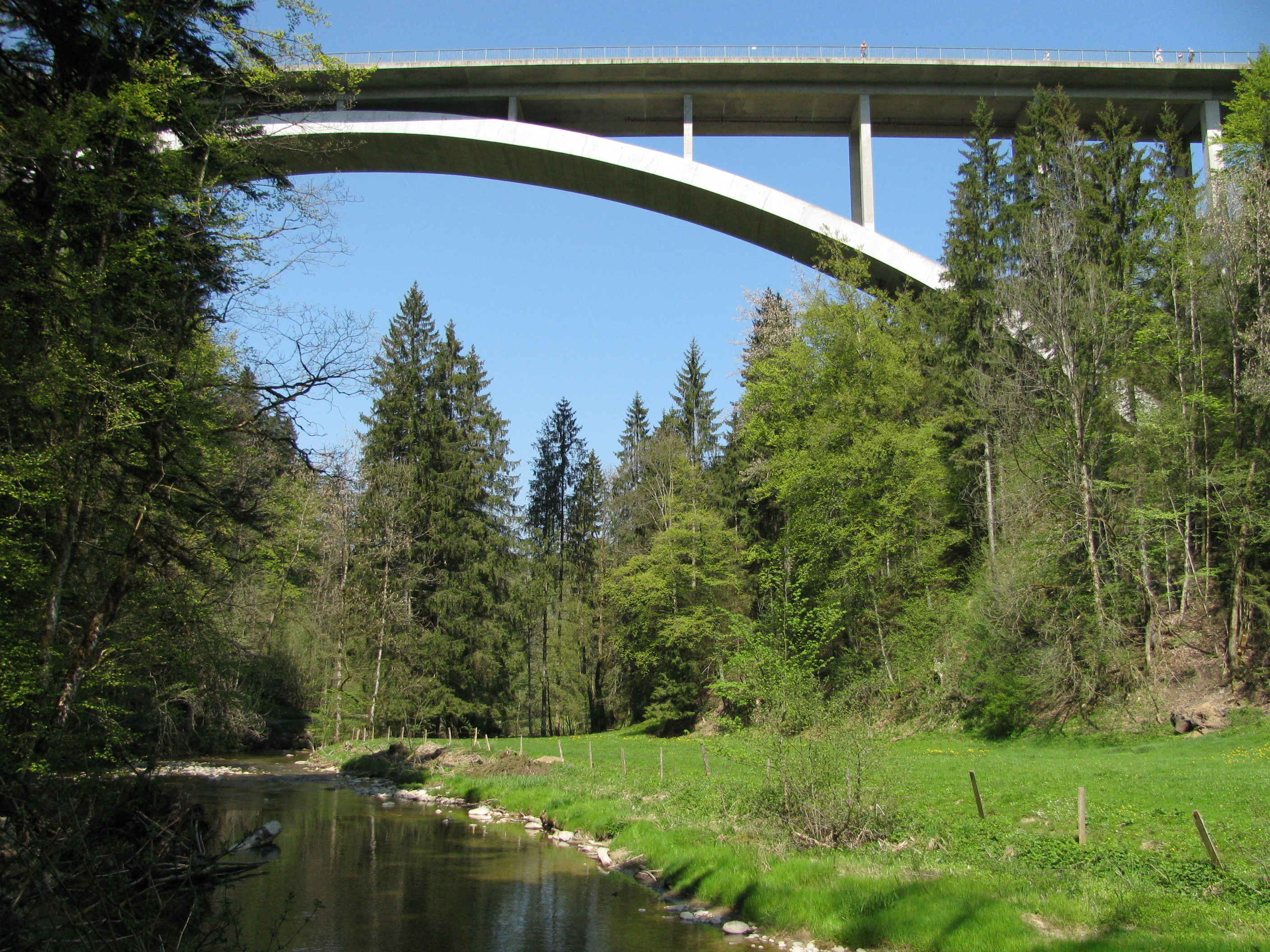
Argentobelbrücke
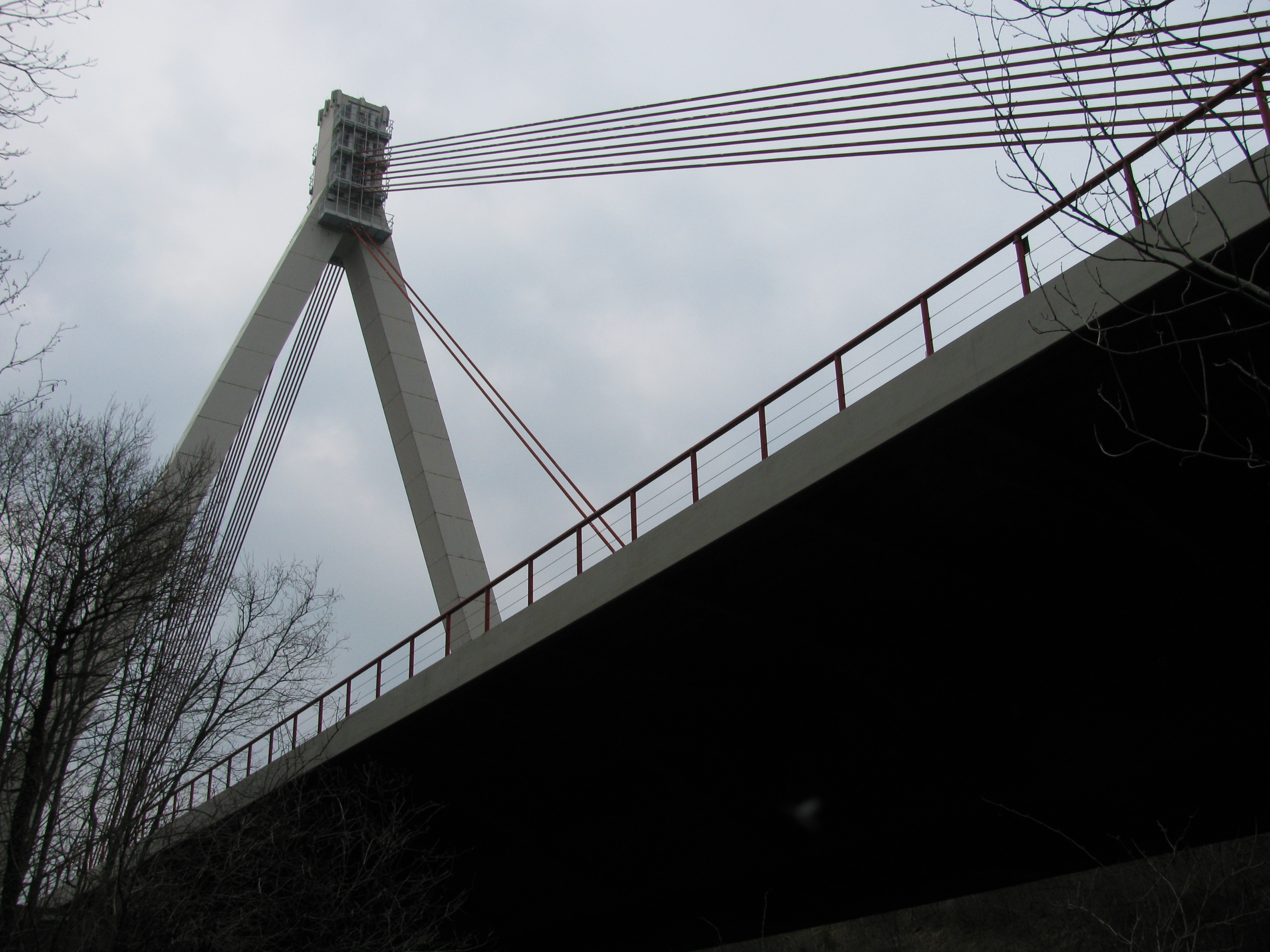
Talbrücke Obere Argen